# 润津河
润津河位于中华人民共和国黑龙江省西部，是乌裕尔河内流区的一条时令河，发源于拜泉县上升乡中心村，蜿蜒向北流至克东县乾丰镇宏伟村转西北流，经克山县河南乡东兴村、联合村、润河村和双河镇，最后于双河镇联心村梁万昌屯以西汇入乌裕尔河。河流全长105千米，流域面积1201平方千米，河道平均比降1.15‰，年均径流量0.644亿立方米。润津河流经丘陵和平原地区，河床不稳定，曲折蜿蜒，易变迁改道。径流受降水影响，夏季流量大，春秋流量小，冬季上游断流，下游仅有少许流量。